# Man-Thing
Man-Thing (br: O Homem-Coisa - A Natureza do Medo) é um telefilme estadunidense de 2005 do gênero terror, dirigido por Brett Leonard. Lançado diretamente para vídeo e televisão, foi exibido no canal fechado "Sci Fi" (Sci Fi Channel). É baseado no personagem de quadrinhos da Marvel Comics chamado Homem-Coisa.
O Homem-Coisa foi criado por Stan Lee, Roy Thomas e Gerry Conway. O roteiro é vagamente baseado nas histórias escritas por Steve Gerber (que dá nome a um dos personagens secundários), autor da maior parte das publicações em quadrinhos dos anos 1970 com o personagem.

## Sinopse
O jovem xerife Kyle Williams chega a uma localidade pantanosa, onde estão ocorrendo diversos desaparecimentos de pessoas, sendo que ele próprio foi chamado para ocupar o lugar do antigo xerife, também desaparecido.
Mal chega e ele já se vê envolvido em uma manifestação dos moradores contra um rico empresário que colocou máquinas que drenam o pântano, a fim de retirar petróleo. As instalações são constantemente sabotadas e Kyle vai atrás do suspeito índio Rene LaRoque. A medida que avança em suas investigações, todavia, ele percebe que está lidando com forças sobrenaturais vingativas, personificadas num monstruoso ser vegetal que um fotógrafo amalucado que está na região chama de  "Homem-Coisa". (O fotógrafo se chama Mike Ploog, nome em homenagem a um dos desenhistas de quadrinhos do personagem). E essas forças exigem sangue para compensar a violação das terras sagradas do pântano.

## Elenco principal
- Matthew Le Nevez...Xerife Kyle Williams
- Rachael Taylor...Teri Elizabeth Richards
- Jack Thompson...Frederic Schist
- Rawiri Paratene...Pete Horn
- Alex O’Loughlin...Sub-xerife Eric Fraser
- Steve Bastoni...Rene LaRoque
- Robert Mammone...Mike Ploog
- Pat Thompson...Jake Schist
- William Zappa...Steve Gerber